# 托依堡勒迪镇
托依堡勒迪镇，是中华人民共和国新疆维吾尔自治区阿克苏地区沙雅县下辖的一个乡镇级行政单位。

## 行政区划
托依堡勒迪镇下辖以下地区：
托依堡勒迪村、英巴格村、克吉玛塔村、铁热克村、阔纳铁热克村、排孜阿瓦提村、色日马克村、阔纳其满村、英其满村、牙勒古孜铁热克村、塔勒克布隆村、栏杆村、英依干其村、英阔克布运村、色格孜勒克村、胜利村、库木艾日克村、喀拉库木村、阿克力克村、一农场村、二农场村、三农场村、四农场村和园艺场村。